# Christoph Moschberger
Christoph Moschberger (* 25. Oktober 1985 in Achern) ist ein deutscher Trompeter, Komponist und Arrangeur.
Er arbeitete bereits in seiner frühen Karriere für zahlreiche renommierte wie populäre Formationen und Musiker wie etwa WDR-Bigband, Söhne Mannheims, Stuttgarter Philharmoniker oder Barbra Streisand.

## Werdegang
Moschberger erhielt ab 1993 Trompetenunterricht im Musikverein seines Heimatdorfes Diersheim. Sein Lehrer war Georg Weyerer, Profi-Trompeter u. a. bei Erwin Lehn und Ernst Mosch. Mit dessen Big Band Top C spielte Moschberger 1998 u. a. im Vorprogramm von Maynard Ferguson bei einigen Konzerten in Süddeutschland. Von 2002 bis 2005 nahm er zudem klassischen Trompetenunterricht bei Johannes Sondermann in Freiburg.
2002 gründete Moschberger zusammen mit fünf anderen Musikern aus der Region das Ensemble Sextakkord, wo er erste Erfahrungen als Arrangeur und Bandleader sammeln konnte. Von 2002 bis 2004 war Moschberger Leadtrompeter im Jugendjazzorchester Baden-Württemberg, unter der Leitung von Bernd Konrad. 2004 tourte die Band auf Einladung des Goethe-Instituts durch China, Taiwan, Thailand und Malaysia.
Von 2005 bis 2007 spielte Moschberger im Bundesjazzorchester unter der Leitung von Peter Herbolzheimer und Bill Dobbins und erhielt Unterricht u. a. von Ack van Rooyen. Von 2006 bis 2011 studierte er Jazz-Trompete an der Hochschule für Musik und Tanz Köln bei Andy Haderer und Matthias Bergmann.
2008 wurde er als Leadtrompeter ins European Jazz Orchestra berufen, einem Auswahlorchester junger, europäischer Jazzmusiker, das jährlich neu zusammengestellt wird. Unter der Leitung von Nils Klein ging das Orchester auf Europa-Tournee, unter anderem mit Konzerten beim Moers Festival und im Klaus-von-Bismarck-Saal des WDR, wo die CD „Live 2008“ aufgenommen wurde. Von 2007 bis 2015 war Moschberger Leadtrompeter der Blassportgruppe. Mit der Band spielte er hunderte Konzerte im deutschsprachigen Raum, trat bei Festivals und im Fernsehen auf und veröffentlichte drei CDs.
Seit 2011 ist Moschberger Flügelhornist und Trompeter bei Ernst Hutter und den Egerländer Musikanten – das Original. Mit dem Orchester geht er regelmäßig auf Tournee und hat bei mehreren CD- und DVD-Produktionen mitgewirkt. Mit der Band The Willit Blend produzierte er 2012 das Album Rainbow’s End, auf der er erstmals auch als Komponist in Erscheinung tritt.
Seit 2014 ist er Trompeter von Grosch’s Eleven, der Liveband der Fernsehsendung „Sing meinen Song – Das Tauschkonzert“. Bei dieser TV-Produktion arbeitete er mit Xavier Naidoo, Roger Cicero, Sarah Connor, Nena, Andreas Bourani, Yvonne Catterfeld, Andreas Gabalier, Annett Louisan, Lena Meyer-Landrut, Christina Stürmer, Samy Deluxe, Gregor Meyle, Sasha, Seven, The BossHoss, Wolfgang Niedecken zusammen. In der Folge wurde er ab 2015 bei Gregor Meyle als Trompeter, Arrangeur und musikalischer Leiter tätig sowie 2018 Trompeter der Kölsch-Rockband Niedeckens BAP.
2017 arbeitete er mit dem österreichischen Tubisten Albert Wieder zusammen. Ihre Interpretation Tears For Pachelbel wurde in die Rotation des WDR 4-Spätprogramms „Musik zum Träumen“ aufgenommen. Seit  2019 veröffentlichte Christoph Moschberger als Koproduktion mit der österreichischen Brassband da Blechhauf'n sein erstes Solo-Album Home.
Neben bereits genannten Formationen und Musikern arbeitete Moschberger mit dem WDR Funkhausorchester, der hr-Bigband, den heavytones, dem Staatsorchester Kassel, dem Subway Jazz Orchestra, der Neuen Philharmonie Westfalen, Tom Gaebel, Marc Marshall, Billy Cobham, David Liebman, Michael Abene, Vince Mendoza, Thomas Quasthoff, Paquito D’Rivera und Get Well Soon.

## Diskografie (Auszug)
- 2007: BuJazzo – Vol. 7 „Next Generation“
- 2008: Blassportgruppe – Superblau
- 2009: WDR Big Band feat. Paquito d’Rivera & Fay Claassen – Improvise One (auch als DVD)
- 2010: Get Well Soon – Vexations
- 2010: Blassportgruppe – Steil
- 2011: Stefan Schultze Large Ensemble – Run
- 2012: Stefan Schmid – extended
- 2013: Blassportgruppe – Back in Blech
- 2013: Ernst Hutter & die Egerländer Musikanten – Live in Altusried (auch als DVD)
- 2014: The Willit Blend – Rainwow’s End
- 2014: Ernst Hutter & die Egerländer Musikanten – Musik für Generationen
- 2014: Sing meinen Song – das Tauschkonzert
- 2014: Sing meinen Song – das Weihnachtskonzert
- 2015: Gregor Meyle – Live 2015
- 2015: Ernst Hutter & die Egerländer Musikanten – Das große Jubiläumsalbum
- 2015: Markus Vollmer – Restless Passenger
- 2015: Dada – Bunter
- 2016: Gregor Meyle – Die Leichtigkeit des Seins
- 2016: Billy Cobham & Frankfurt Radio Big Band – A Broad Horizon
- 2016: Sing meinen Song – das Tauschkonzert, Vol. 3
- 2017: Yamaha Allstars – Live in Frankfurt
- 2018: Gregor Meyle – Hätt auch anders kommen können
- 2018: Ernst Hutter & die Egerländer Musikanten – Zu Ehren unseres ehemaligen Orchesterchefs Ernst Mosch
- 2018: Niedecken's BAP – Live & Deutlich
- 2019: Gregor Meyle & Band – absolut live
- 2019: Christoph Moschberger & da Blechhauf'n – Home